# Жуґене
Жуґене (пол. Żugienie, нім. Sugnienen) — село в Польщі, у гміні Пененжно Браневського повіту Вармінсько-Мазурського воєводства.
Населення — 204 особи (2011).
У 1975-1998 роках село належало до Ельблонзького воєводства.

## Демографія
Демографічна структура станом на 31 березня 2011 року:
|          | Загалом | Допрацездатний вік | Працездатний вік | Постпрацездатний вік |
| -------- | ------- | ------------------ | ---------------- | -------------------- |
| Чоловіки | 111     | 26                 | 74               | 11                   |
| Жінки    | 93      | 23                 | 52               | 18                   |
| Разом    | 204     | 49                 | 126              | 29                   |